# Giuseppe Gariboldi

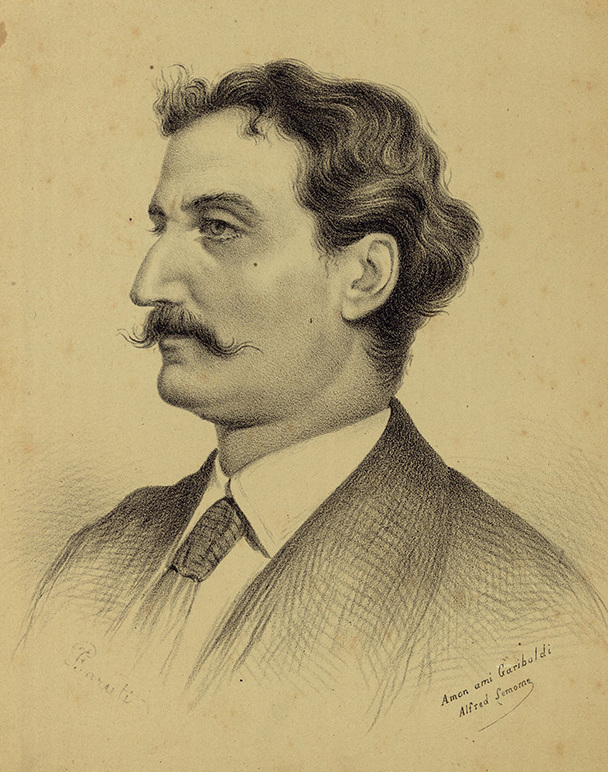
Giuseppe Gariboldi

Giuseppe Gariboldi (* 17. März 1833 in Macerata; † 12. April 1905 in Castelraimondo) war ein italienischer Flötist und Komponist.
Nach Studien bei Giuseppe D'Aloe veranlassten politische Gründe eine Flucht Gariboldis nach Paris, wo er die Unterstützung Gioacchino Rossinis fand und als Gesangslehrer, Flötenvirtuose und Komponist wirkte. Nach dem Attentat auf Napoleon III. musste er 1859 auch Frankreich für 3 Jahre verlassen und konzertierte vorwiegend in Belgien und den Niederlanden. 1871 erhielt er eine Professur für Komposition und Flöte am Pariser Collège Rollin. Seine letzten Jahre verlebte er, gemeinsam mit seiner Frau, der Flötistin Elmira Thomas, wieder in Italien.
Sein kompositorisches Werk enthält über 420 Werke für Flöte (solo und mit Klavierbegleitung); einige seiner Studien und Etüden werden bis heute im Unterricht verwendet, darunter die Études mignonnes op. 131, 20 Petites Études op. 132, Exercices journaliers op. 89 und 15 Études modernes et progressives. Außerdem war Gariboldi Komponist zahlreicher Lieder und dreier Operetten.